# Парсіфаль
«Парсіфаль» (нім. Parsifal) — остання опера Ріхарда Вагнера (WWV 111), за легендою про Персіваля. Лібрето належить самому композиторові.

## Історія створення
На створення музичної драми Вагнера надихав епос Вольфрама фон Ешенбаха «Парціфаль» (початок XIII ст.). Але композитор істотно переробив першоджерело, так що його лібрето має самостійне літературне значення.
Перший нарис під назвою «Парцифаль» був створений Вагнером в 1857 році, хоча інтерес до теми Грааля виник у нього значно раніше, під час роботи над «Лоенгріном». Створювати музику композитор розпочав у 1877 році, в січні 1882 року була повністю завершена партитура.
Прем'єра «Парсіфаля» відбулася 26 липня 1882 року в рамках Байройтського фестивалю. Диригував Герман Леві, головні партії виконували Герман Вінкельман (Парсіфаль), Амалія Матерна (Кундрі), Теодор Райхман (Амфортас), Еміль Скаріа (Гурнеманц) , Карл Хілл (Клінгзор), Август Кіндерман (Тітурель).
За заповітом Вагнера «Парсіфаль» міг виконуватися суто в Байройті, і на інших світових сценах почав переносити лише після закінчення терміну авторських прав в 1913 році.

## Дійові особи
- Амфортас (Amfortas), король Грааля (баритон)
- Тітурель (Titurel), його батько (бас)
- Ґурнеманц (Gurnemanz), лицар Грааля (бас)
- Парсіфаль (Parsifal) (тенор)
- Кундрі (Kundry) (сопрано або мецо-сопрано)
- Клінгзор (Klingsor), злий чарівник (бас)
- Чотири пажа (тенора і альти)
- Дівчата-квіти (сопрано та альти)
- Голос з висоти (альт)
- Хор: лицарі Грааля, юнаки і хлопчики, дівчата-квіти.

## Короткий зміст
Місце дії: гориста місцевість у північній Іспанії.

### Перший акт
Орден Грааля має правило: «Той, хто може протистояти чуттєвій любові, може володіти чудесною силою Грааля». Клінгзор, відчуваючи, що він цьому правилу не відповідає, каструє сам себе. Попри цей акт, спільнота не приймає його для себе. З бажання помсти Клінгзор будує замок з красивим садом і приголомшливої краси дівчатами. Замок Клінгзора розташований поруч із замком Грааля — Монсальват.
Перша сцена починається на світанку, в сутінках, коли Кундрі, засуджена до вічного блукання і позбавлена можливості плакати за висміювання Ісуса на його хресній дорозі, повинна заради свого спасіння смиренно служити лицарям Грааля і принести Амфортасові мазь для лікування його рани, однак її старання марні. Ґурнеманц розповідає, що за пророцтвом рану Амфортасу може зцілити тільки поява простака, що прозріє через спокуту. Тим часом лицарі приводять молодого незнайомця (пізніше його назвуть Парсифалем), який у порушення закону вбив лебедя у священному лісі. Втім з'ясовується, що юнак не знав ані закону, ані навіть свого імені й своєї родини, у спокуті він ламає знаряддя вбивства. Ґурнеманц сподівається, що в цьому незнайомцеві він і знайшов простака, що має зцілити Амфортаса і запрошує його до замку.
Друга картина відбувається у замку. Тітурель вимагає від сина звершити таїнство причащання, але при відкритті Грааля його рани болять все сильніше. Лицарі, однак, вимагають проведення обряду. Парсифаль не розуміє, що відбувається і не може співчувати йому. Ґурнеманц розчарований, Парсифаль виїжджає.

### Другий акт

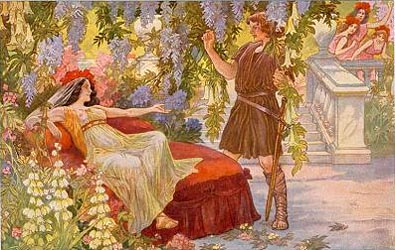
Парсіфаль і Кундрі. Листівка

Чарівний замок Клінгзора. Він пробуджує Кундрі і вимагає від неї спокусити Парсіфаля, який наближається до замку. Чарівні дівчата обдаровують юнака компліментами, а сама Кундрі вітає його поцілунком і впроваджує в замок. Від неї він дізнається, хто він: вона вперше називає його на ім'я, розповідає йому про минуле, про смерть матері, в якій почасти Парсіфаль може звинуватити себе. Кундрі обіцяє Парсифалю, що його горе потішить поцілунок любові, який вона передасть йому від його матері. Кундрі цілує його, але замість того, щоб опинитися в її владі, Парсіфаль прозріває — він усвідомлює причину страждань Амфортаса, і відштовхує Кундрі. Знехтувана, вона проклинає Парсіфаля, кажучи, що він не знайде шляхи до Амфортаса, і кличе Клінгзора. Той кидає в Парсіфаля священний Спис, однак спис застигає в повітрі над його головою. Юнак прокреслює Списом знак хреста, і сад перетворюється на пустелю. Закляття, накладене на Кундрі, також знято. «Ти знаєш, де зможеш знову знайти мене!» — каже їй Парсіфаль, після чого поспішає до Амфортаса.

### Третій акт
Картина перша — весняний день в околицях замку Грааля. Ґурнеманц знаходить Кундрі у важкому сні. Він пробуджує її й зауважує, що її вигляд змінився — вона стала смиреннішою. Тим часом з'являється Парсіфаль, він розповідає, як добув священний спис і з якими труднощами знайшов дорогу назад. Ґурнеманц оповідає про те, що Амфортас вже кілька місяців не проводить обряд, що доставляє йому стільки страждань, і братство Грааля прийшло в занепад. Тільки сьогодні він згоден провести обряд востаннє. Кундрі кидається на коліна перед Парсіфалем, ллє йому на ноги миро і витирає їх своїм волоссям; Ґурнеманц присвячує його в королі Грааля. Кундрі приймає від нього хрещення. Парсіфаль здивований надзвичайною красою природи, і Ґурнеманц розповідає йому про диво Святої П'ятниці. Потім вони втрьох йдуть до замку.
Картина друга. Лицарі збираються на останнє причастя, але Амфортас знову відмовляється провести обряд. Парсіфаль зцілює священним списом рану Амфортаса і знімає покривало з Грааля: чаша сяє в його руках. Біла голубка злітає з-під купола храму і майорить над головою Парсіфаля. Кундрі падає мертвою, звільнена від свого прокляття.

## Вибрані записи
- 1927-28 (уривки) — дир. Карл Мук; солісти: Готхельф Пістор (Парсіфаль), Людвіг Гофман (Гурнеманц); оркестр Берлінської державної опери / оркестр Байройтського фестивалю.

(Далі солісти даються в такому порядку: Парсіфаль, Кундрі, Амфортас, Ґурнеманц)
- 1948 — дир. Рудольф Моральт; солісти: Гюнтер Трептов, Анни Конецні, Пауль Шеффлер, Людвіг Вебер; Віденський симфонічний оркестр.
- 1950 — дир. Вітторіо Гуі; солісти: Африко Балделлі, Марія Каллас, Роландо Панераі, Борис Христовий; оркестр Італійського радіо (RAI Roma), виконується італійською мовою.
- 1951 — дир. Ганс Кнаппертсбуш; солісти: Вольфганг Віндгассен, Марта Мьодль, Джордж Лондон, Людвіг Вебер; оркестр Байройтського фестивалю.
- 1962 — дир. Ганс Кнаппертсбуш; солісти: Джесс Томас, Ірен Даліс, Джордж Лондон, Ганс Хоттер; оркестр Байройтського фестивалю.
- 1971-72 — дир. Георг Шолті; солісти: Рене Колло, Кріста Людвіг, Дітріх Фішер-Діскау, Готлоб Фрік; Віденський філармонічний оркестр.
- 1979-80 — дир. Герберт фон Караян; солісти: Петер Гофман, Дуня Вейцовіч, Жозе ван Дам, Курт Молль; Берлінський філармонічний оркестр.
- 1989-90 — дир. Даніель Баренбойм; солісти: Зігфрід Єрусалем, Вальтрауд Маєр, Жозе ван Дам, Маттіас Гелле; Берлінський філармонічний оркестр.
- 2017-20 — дир. Симеон Бичков, Валері Гергієв; пост. Альвіс Германіс; солісти: Джерельд Фінлі, Томас Йоханнес Маєр; Йонгмін Парк, Раян Спідо Грін; Квангчул Йовн, Рене Папе; Крістофер Вентріс, Саймон О'Нілл; Ніна Штемне, Єлена Жидкова; Йохен Шмекенбехер, Боаз Даніель; симфонічний оркестр Віденської державної опери.